# 도쓰카 요트 스쿨 사건
도쓰카 요트 스쿨 사건(일본어: 戸塚ヨットスクール事件)은 1983년 까지 아이치현 치타군 미하마쵸의 요트 스쿨인 도쓰카 요트 스쿨내에서 발생한 사회 일련의 사건이다.
도쓰카 히로시에 의해 설립된 도쓰카 요트 스쿨은 요트의 기술을 가르치는 기관이었다. 그 후 아이들의 비행이나 정서장애 등에 도흐카의 지도는 효과가 있다고 언론에서 보도된 것으로, 부모님으로부터 기관에 맡겨지는 학생이 증가해, 지도 내용을 요트의 기술양성으로부터 비행이나 정서장애의 교육으로 전환되었다.
이후 기관에서 훈련생의 사망·상해 치사·행방 불명이라고 하는 사건이 1980년대를 통해 언론에 다루어져, 기관의 방침이 교육적인 체벌이라고 하는 보다 가혹한 폭행이었던 것이 밝혀졌다.